# Plumpung
Plumpung is een bestuurslaag in het regentschap Magetan van de provincie Oost-Java, Indonesië. Plumpung telt 3202 inwoners (volkstelling 2010).